# Villerable
Villerable ist eine französische Gemeinde mit 490 Einwohnern (Stand: 1. Januar 2022) im Département Loir-et-Cher in der Region Centre-Val de Loire; sie gehört zum Arrondissement Vendôme und zum Kanton Montoire-sur-le-Loir.

## Geographie
Die Gemeinde Villerable liegt etwa vier Kilometer südwestlich des Stadtzentrums von Vendôme und etwa 29 Kilometer nordnordwestlich von Blois. An der westlichen Gemeindegrenze verläuft das Flüsschen  Brisse. Nachbargemeinden von Villerable sind Naveil im Norden, Vendôme im Nordosten, Sainte-Anne im Osten, Crucheray im Südosten, Nourray im Süden, Huisseau-en-Beauce im Südwesten sowie Marcilly-en-Beauce im Westen. Durch die Gemeinde führt die Route nationale 10.

## Bevölkerungsentwicklung
| Jahr                       | 1962 | 1968 | 1975 | 1982 | 1990 | 1999 | 2006 | 2015 | 2022 |
| Einwohner                  | 336  | 321  | 333  | 433  | 499  | 501  | 489  | 526  | 490  |
| Quellen: Cassini und INSEE |      |      |      |      |      |      |      |      |      |

## Sehenswürdigkeiten

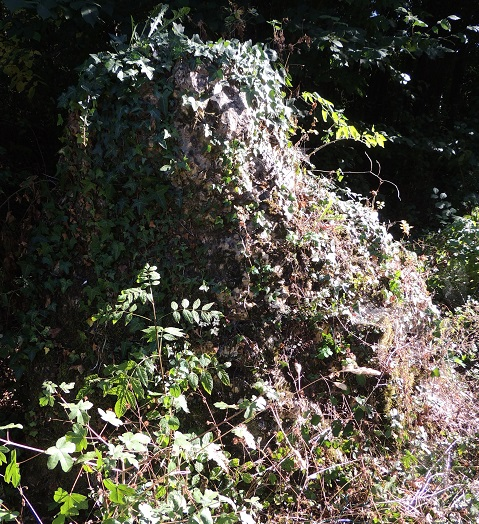
Menhir de Chanteloup
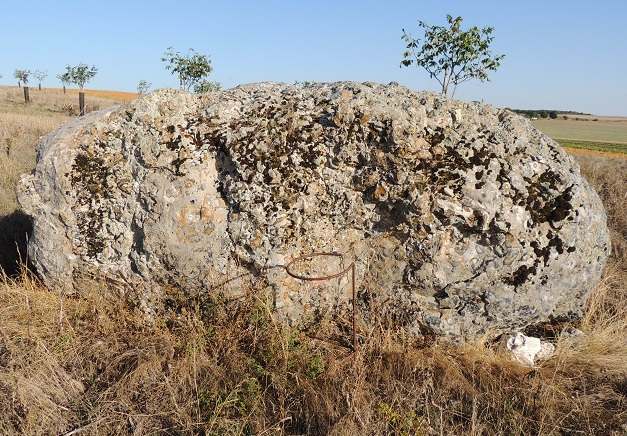
Menhir Coffre Bahut

- Menhir de Chanteloup
- Menhir Coffre Bahut